# Sport in Friuli-Venezia Giulia
Il Friuli-Venezia Giulia è una regione molto attiva dal punto di vista sportivo. Alla numerosa e capillare presenza di impianti sportivi sul suo territorio, si accompagna anche la rilevanza a livello nazionale ed internazionale delle sue società sportive.
L'Udinese, società calcistica con sede a Udine, milita regolarmente in Serie A. Numerose sono anche le società militanti nei massimi campionati di baseball, football americano e hockey su ghiaccio. La presenza del mare ha favorito inoltre la nascita di società di canottaggio e di altri sport acquatici.

## Principali impianti sportivi
- Stadio Friuli di Udine
- Stadio Nereo Rocco di Trieste
- Stadio Giuseppe Grezar di Trieste

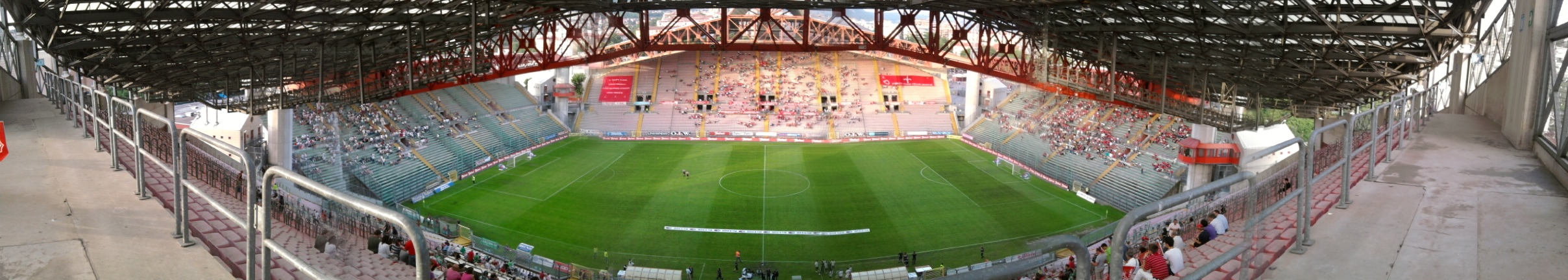
Stadio Nereo Rocco

- Stadio Omero Tognon di Fontanafredda
- Stadio Ottavio Bottecchia di Pordenone
- Stadio Giorgio Ferrini di Trieste
- Stadio Guido Teghil di Lignano Sabbiadoro
- Stadio Enzo Bearzot di Gorizia
- PalaCarnera di Udine
- Palazzetto dello Sport "Atleti Azzurri d'Italia"
- Allianz Dome di Trieste
- Palazzetto dello Sport "Giovanni Bigot"
- Polo Natatorio "Bruno Bianchi" di Trieste
- Stadio 25 aprile di Sacile
- Stadio Cosulich di Monfalcone
- PalaChiarbola di Trieste
- Palazzetto dello Sport "Maurizio Crisafulli" di Pordenone

## Principali società sportive

### Arti marziali
- ASD TaeKwonDo Olimpico Trieste
- ASD TaeKwonDo "BOM" Zaule
- ASD Karate Advanced Pordenone
- Efeso Club Cordenons
- Friul Karate Aikido Arti Marziali Basiliano
- ASD karate zaina di Pozzuolo del Friuli
- ASD Dojo Sacile

### Atletica leggera
maschile:
- Atletica Gorizia Friulcassa
- Atletica Malignani Libertas Udine
- Atletica Brugnera Friulintagli

femminile:
- CUS Trieste
- Atletica Brugnera Friulintagli
- A.A.F. Friul Green

femminile e maschile
- Atletica Libertas Tolmezzo

### Automobilismo
- Scuderia Friuli

### Bocce
- Società bocciofila Campolonghetto-Chiarmacis

### Baseball
- Rangers di Redipuglia - serie A federale
- New Black Panthers di Ronchi dei Legionari - serie A federale
- Staranzano Ducks di Staranzano - serie B federale
- Alpina Junior Tergeste di Trieste - serie B federale
- Cervignano Tigers di Cervignano del Friuli - serie B federale
- Europa Baseball Club di Bagnaria Arsa - serie B federale
- San Lorenzo Baseball di San Lorenzo Isontino - serie C federale
- White Sox Buttrio Junior di Buttrio - serie C federale
- Dragons Club di San Giorgio di Nogaro - serie C federale

### Beach soccer
- Beach Soccer Lignano Sabbiadoro
- A.S.D. Grumo

### Calcio
Le società calcistiche del Friuli-Venezia Giulia aggiornate alla stagione 2023-24:
| Pos. | Società              | I livello | II livello | III livello | IV livello | Totale | Stagione 2023-2024 |
| ---- | -------------------- | --------- | ---------- | ----------- | ---------- | ------ | ------------------ |
| 1    | Udinese              | 53        | 23         | 24          | -          | 100    | Serie A            |
| 2    | Triestina            | 28        | 26         | 29          | 12         | 95     | Serie C            |
| 3    | Monfalcone           | -         | 11         | 20          | 27         | 58     | Promozione         |
| 4    | Pordenone            | -         | 3          | 20          | 33         | 56     | Promozione         |
| 5    | Pro Gorizia          | -         | 3          | 19          | 3          | 25     | Eccellenza         |
| 6    | Ponziana             | -         | -          | 9           | 6          | 15     | Promozione         |
| 7    | Pieris               | -         | -          | 5           | 2          | 7      | Seconda Categoria  |
| 8    | Torviscosa           | -         | -          | 4           | 13         | 17     | Seconda Categoria  |
| 9    | Itala San Marco      | -         | -          | 4           | 7          | 2      | Prima Categoria    |
| 10   | Pro Cervignano       | -         | -          | 3           | 3          | 6      | Promozione         |
| 11   | Cormonese            | -         | -          | 3           | 1          | 4      | Promozione         |
| 12   | Ronchi               | -         | -          | 3           | -          | 3      | Promozione         |
| 13   | Sangiorgina          | -         | -          | 2           | 4          | 6      | Promozione         |
| 14   | San Giovanni Trieste | -         | -          | 1           | 4          | 5      | Prima Categoria    |
| 15   | Sanvitese            | -         | -          | 1           | 4          | 5      | Eccellenza         |
| 16   | Tamai                | -         | -          | -           | 20         | 20     | Eccellenza         |
| 17   | Sacilese             | -         | -          | -           | 9          | 9      | Promozione         |

L'Udinese è una delle società calcistiche più antiche in Italia ed ha più volte disputato competizioni internazionali come la Coppa UEFA/Europa League e la Champions League, inoltre disputa il campionato di Serie A ininterrottamente dalla stagione 1992/93, tanto che questo è il suo 31º campionato di massima serie consecutivo. Altre società che si sono distinte sono la Triestina, unica società regionale assieme all'Udinese a disputare la Serie A, e in tempi recenti il Pordenone (tre stagioni in serie B). Sempre a livello calcistico, lo stadio Friuli di Udine e lo stadio Nereo Rocco di Trieste hanno ospitato incontri della nazionale di calcio dell'Italia e il primo ospitò anche tre incontri del campionato mondiale 1990.
Altre società di calcio
- Cjarlins Muzane, 5 volte in Serie D, milita in Serie D
- Sevegliano, 9 volte in Serie D, milita in Promozione
- Manzanese, 8 volte in Serie D, milita in Prima Categoria
- Brian Lignano, 6 volte in Serie D, milita in Eccellenza
- Tolmezzo, 6 volte in Serie D, milita in Promozione
- Fontanafredda, 5 volte in Serie D, milita in Eccellenza
- Trivignano, 5 volte in Serie D, milita in Prima Categoria
- Chions, 3 volte in Serie D, milita in Eccellenza
- Kras Repen, 3 volte in Serie D, milita in Eccellenza
- Rivignano, 3 volte in Serie D, milita in Prima Categoria
- Pro Romans, 2 volte in Serie D, milita in Promozione
- Spilimbergo, 2 volte in Serie D, milita in Seconda Categoria
- Chiavris, 1 volta in Serie D, milita in Seconda Categoria
- Cordenons, 1 volta in Serie D, milita in Seconda Categoria
- Gradese, 1 volta in Serie D, milita in Prima Categoria
- Juventina S. Andrea, 1 volta in Serie D, milita in Promozione
- Maniago, 1 volta in Serie D, milita in Seconda Categoria
- Pozzuolo del Friuli, 1 volta in Serie D, milita in Seconda Categoria
- San Daniele, 1 volta in Serie D, milita in Seconda Categoria
- San Luigi TS, 1 volta in Serie D, milita in Eccellenza
- Sarone, 1 volta in Serie D, milita in Prima Categoria
- Trieste, 1 volta in Serie D, milita in Promozione

#### Società di calcio scomparse
- Palmanova
- Libertas Trieste
- Sant'Anna Trieste
- Edera Trieste
- Fortitudo Trieste
- 94º Reparto Distrettuale

Società di calcio appartenenti a territori della Venezia Giulia o della Dalmazia, oggi non più in Italia
- Grion Pola
- Fiumana
- Ampelea
- Magazzini Generali
- Libertas Capodistria/ Capodistriana
- Edera Pola
- Arsa

#### Calcio femminile
- Unione Polisportiva Comunale Tavagnacco, squadra che nel campionato 2023-24 milita in Serie B
- A.S.D. Saronecaneva milita in Eccellenza
- Cavolano Calcio Femminile milita in Eccellenza
- Unione Sportiva Triestina Calcio 1918 femminile, che milita nel campionato di Serie C.
- Polisportiva San Marco milita in Eccellenza

##### Scomparse
- Associazione Sportiva Dilettantistica Calcio Chiasiellis, inattiva dall'estate 2014.
- Associazione Calcio Femminile Dilettantistica Graphistudio Pordenone, inattiva dall'estate 2016

### Canoa polo
- Canoa San Giorgio
- CUS Udine
- C.M.M. Nazario Sauro

### Ciclismo
- Società Ciclistica Fontanafredda
- Asd Team Isonzo-Pedale Ronchese, su pedaleronchese.it.
- Team Eppinger
- Ciclistica Pieris

### Cricket
- Cricket Club Castions - UD

### Football americano
- Muli Trieste
- Mustangs Trieste
- Draghi Udine
- Fires Udine

### Hockey

#### Hockey su prato
- A.R. Fincantieri Monfalcone Hockey

#### Hockey su ghiaccio
- Sport Ghiaccio Pontebba - milita in serie A

#### Hockey in linea
- Kwins Polet Trieste - milita in A1
- Edera Trieste - milita in A1
- Fiamma Gorizia
- Hockey in line Udine
- Tergeste Tigers - milita in B

#### Hockey in carrozzina
- Madracs Udine - militante in Serie A
- FriulFalcons ASD

### Nuoto
- Unione Sportiva Triestina Nuoto

### Pallacanestro
maschile:
- APU Udine gioca in Serie A2
- UEB Gesteco Cividale gioca in Serie A2
- Pallacanestro Trieste 2004 gioca in Serie A2
- Sistema Basket Pordenone gioca in Serie B Interregionale
- Centro Sedia Basket gioca in Serie B Dilettanti
- Falconstar Basket Monfalcone gioca in Serie B Dilettanti
- Nuova Pallacanestro Gorizia attualmente dismessa
- Pallacanestro Codroipese gioca in Serie C Dilettanti
- 3S Basket Cordenons gioca in Serie C Regionale
- Olympia Basket Rivignano

femminile:
- Libertas Sporting Club gioca nella Serie A2
- Ginnastica Triestina che partecipa alla Serie B d'Eccellenza femminile
- Interclub Muggia che partecipa alla Serie B d'Eccellenza femminile
- Robur Palmanova che partecipa alla Serie B d'Eccellenza femminile

### Pallamano
- Pallamano Trieste che milita nella Serie A maschile
- CUS Udine Pallamano che svolge attività giovanile femminile
- Pallamano Malignani Udine che ha militato nella serie B maschile
- Jolly Handball Campoformido che milita in Serie B

### Pallanuoto
- Pallanuoto Trieste che partecipa alla serie A1 (maschile), serie A1 (femminile)
- Pallanuoto Gorizia, serie C
- Nuoto Cordenons

### Pallavolo
- Ferro Alluminio Trieste che gioca nella serie B2 di pallavolo
- Futura Cordenons
- U.S. Virtus Pallavolo Trieste
- Domovip Porcia che gioca nella serie B1 femminile
- ASD Juvenilia
- Centro Sportivo Prata di Pordenone che gioca nella serie A2 maschile
- Volley Talmassons che milita nella serie A1 femminile

### Pattinaggio
- Pattinaggio Jolly
- Skating Club Gioni Trieste

### Pugilato
- Associazione Pugilistica "porto di Trieste" società del C.R.A.L. autorità portuale pugilato
- Società Pugilistica Triestina "Pino Culot" palestra via Visinada, 5 Trieste cel. 3394791783

### Rugby
- Venjulia Rugby Trieste
- Hafro Rugby Udine - partecipa alla Serie A
- Rugby Pordenone 1978 - partecipa alla serie C
- ASD Juvenilia

### Softball
- ASD Softball Club Castionese - UD
- Sport Giovane Softball Porpetto - UD
- Ronchi Softball Club - GO
- Azzanese Softball - PN
- Friûl '81

### Tennis
- ASD Tennis Campagnuzza - GO
- ASD Circolo Tennis Gorizia Aldo Zaccarelli - GO

### Tennistavolo
- ASDCR Udine 2000, su udine2000.it.
- G.S.D. Rangers San Rocco, su rangersudine.altervista.org. URL consultato il 1º agosto 2019 (archiviato dall'url originale il 13 settembre 2016).
- A.S.D. AZZURRA TENNISTAVOLO - GO
- TT Trieste-Sistiana - TS
- Kras Sgonico - TS
- Libertas Latisana - UD

### Triathlon
- C.U.S. Udine A.S.D. Triathlon - UD - 2° CAMPIONATO ITALIANO RANK TRIATHLON DI SOCIETA' 2007
- Team Udine Triathlon A.S.D. - UD
- Happidea Triathlon - Cervignano - UD
- Circolo Sport.vo Adria Gorizia Triath - GO
- Rari Nantes Adria Triathlon Monfalcone - GO
- Triathlon Team A.S.D. - PN
- Polisporiva San Vito Società Cooperativa - PN
- Alpe Adria Multisport A.S.D. - TS
- Federclub Trieste SCAT Capponi T. A.S.D. - TS

### Tuffi
- Trieste Tuffi

## Altro
- FVG Sport Channel - rete televisiva locale del Friuli-Venezia Giulia, che si occupa esclusivamente di sport locale